# ATP Challenger Ribeirão Preto
Das ATP Challenger Ribeirão Preto (offiziell: Ribeirão Challenger) war ein Tennisturnier, das mit drei Unterbrechungen fünfmal in Ribeirão Preto, Brasilien, stattfand. Es gehörte zur ATP Challenger Tour und wurde im Freien auf Sand gespielt.

## Liste der Sieger

### Einzel
| Jahr                         | Sieger              | Finalgegner       | Ergebnis          |
| ---------------------------- | ------------------- | ----------------- | ----------------- |
| 2001                         | Juan Ignacio Chela  | Pavel Šnobel      | 6:3, 6:2          |
| 1995–2000: nicht ausgetragen |                     |                   |                   |
| 1994                         | Fernando Meligeni   | Luis Morejón      | 6:3, 6:3          |
| 1993                         | nicht ausgetragen   | nicht ausgetragen | nicht ausgetragen |
| 1992                         | Gabriel Silberstein | Mario Tabares     | 7:6, 7:6          |
| 1991                         | Roberto Jabali      | Felipe Rivera     | 6:3, 4:6, 7:6     |
| 1980–1990: nicht ausgetragen |                     |                   |                   |
| 1979                         | Carlos Gattiker     | Carlos Kirmayr    | 6:4, 2:6, 6:2     |

### Doppel
| Jahr                         | Sieger                          | Finalgegner                     | Ergebnis          |
| ---------------------------- | ------------------------------- | ------------------------------- | ----------------- |
| 2001                         | Adriano Ferreira Antonio Prieto | Sergio Roitman Andrés Schneiter | 6:1, 6:76, 6:4    |
| 1995–2000: nicht ausgetragen |                                 |                                 |                   |
| 1994                         | Pablo Albano Patricio Arnold    | Otávio Della Marcelo Saliola    | 6:7, 6:2, 6:2     |
| 1993                         | nicht ausgetragen               | nicht ausgetragen               | nicht ausgetragen |
| 1992                         | Christer Allgårdh Maurice Ruah  | Lan Bale Brendan Curry          | 2:6, 7:5, 6:4     |
| 1991                         | Ricardo Acioly Mauro Menezes    | Steve Bryan T. J. Middleton     | 6:3, 6:4          |
| 1980–1990: nicht ausgetragen |                                 |                                 |                   |
| 1979                         | Ney Keller Cássio Motta         | Thomaz Koch Belus Prajoux       | 4:6, 7:6, 7:5     |